# Burramys
Burramys is een geslacht van de klimbuideldieren uit de familie der dwergbuidelmuizen (Burramyidae) dat voorkomt boven 1400 m hoogte in de bergen van Oost-Victoria en Zuid-New South Wales (Zuidoost-Australië).

## Soorten
Dit geslacht kent maar één nog levende soort: de Burramys parvus en telt drie uitgestorven soorten.
- †Burramys brutyi
- Burramys parvus
- †Burramys tridactylus
- †Burramys wakefieldi